# Ernst I. (Sachsen-Gotha-Altenburg)

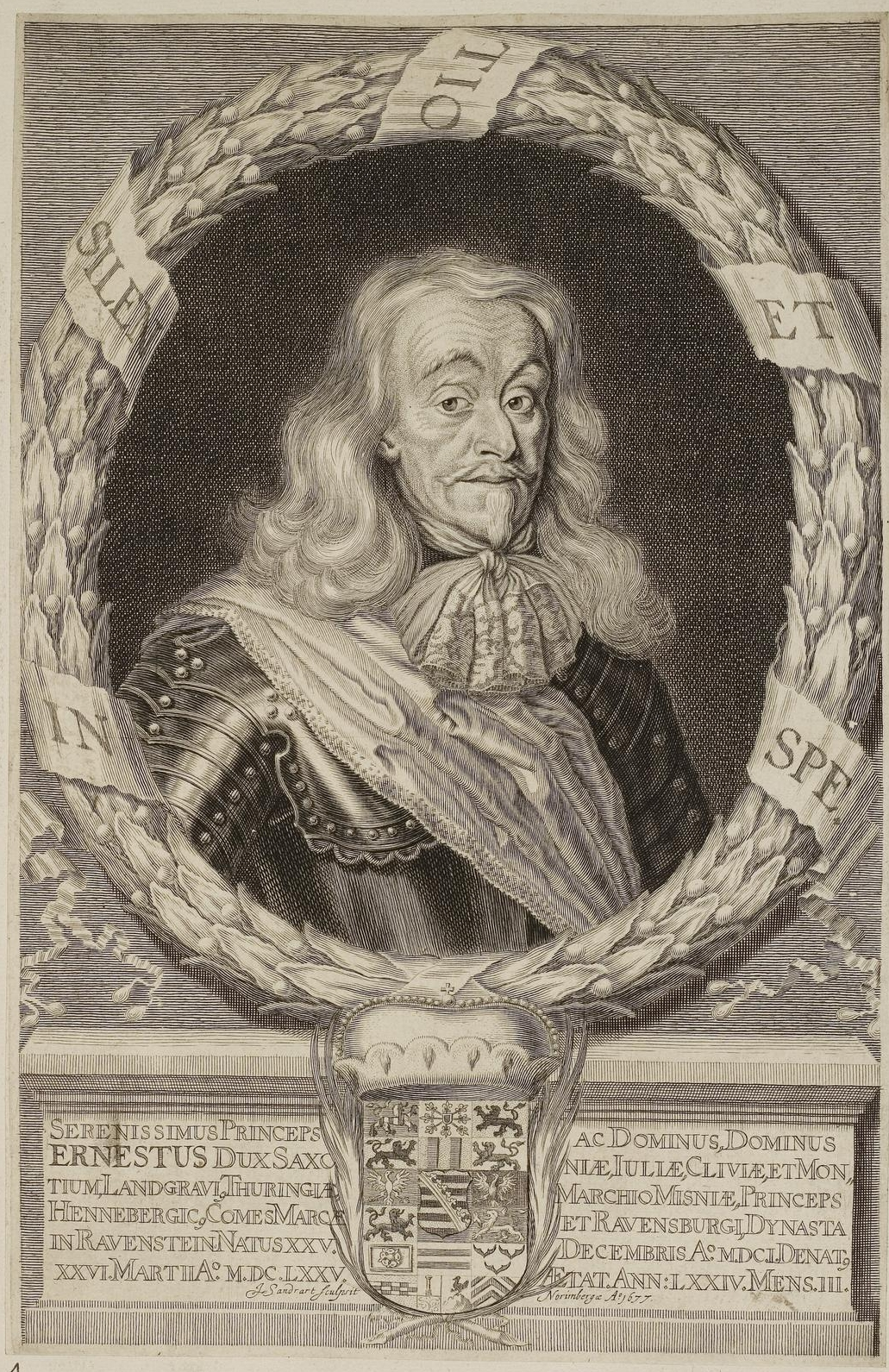
Herzog Ernst I. von Sachsen-Gotha, posthumer Kupferstich von Jacob von Sandrart aus dem Jahr 1677, heute im Kupferstichkabinett der Staatlichen Kunstsammlungen Dresden

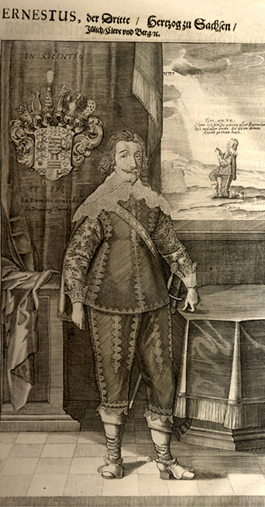
Herzog Ernst der Fromme von Sachsen-Gotha (-Altenburg)

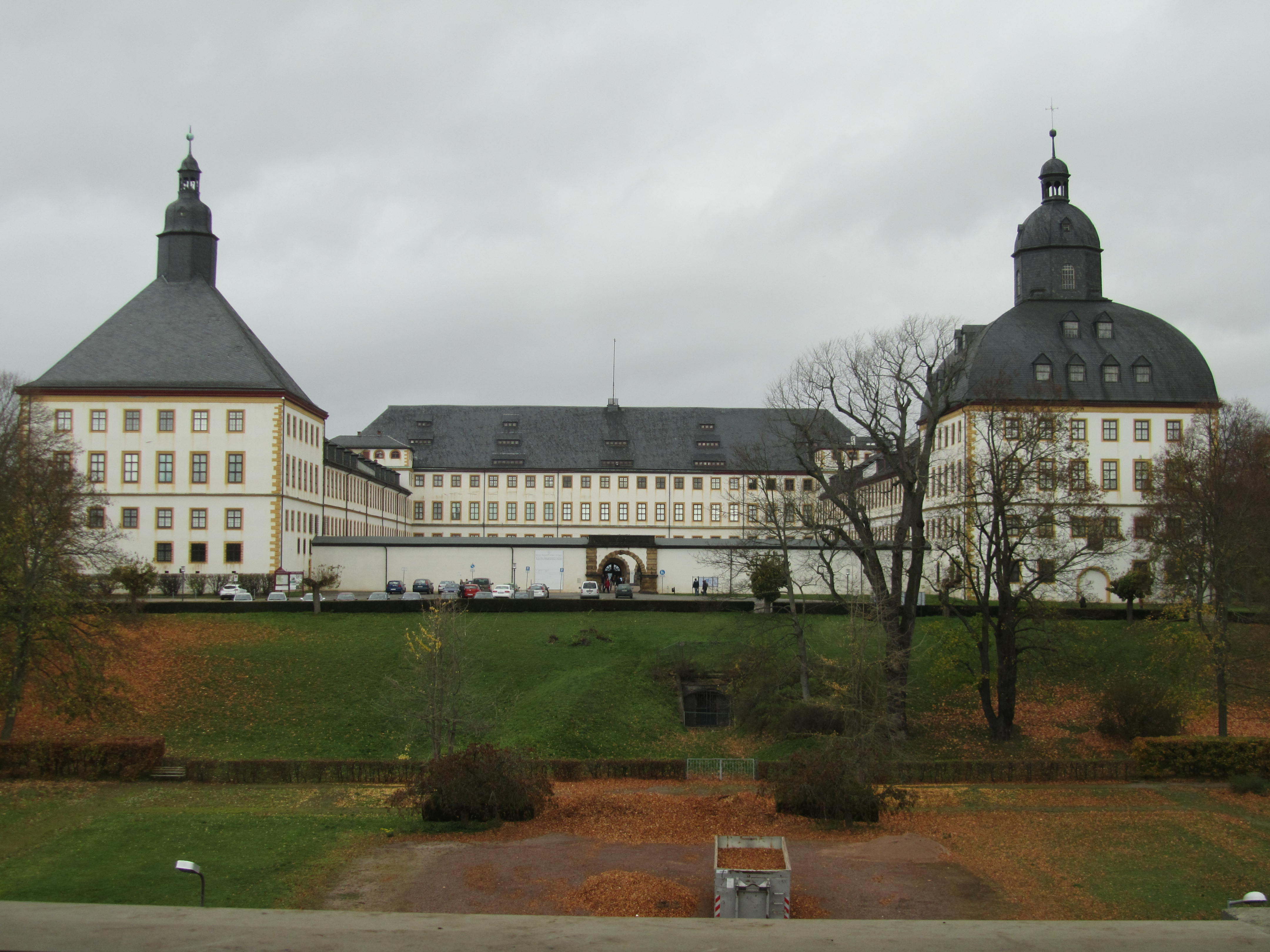
Schloss Friedenstein in Gotha

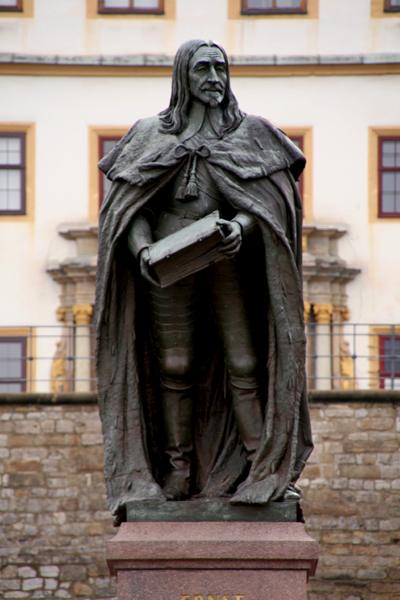
Denkmal vor Schloss Friedenstein

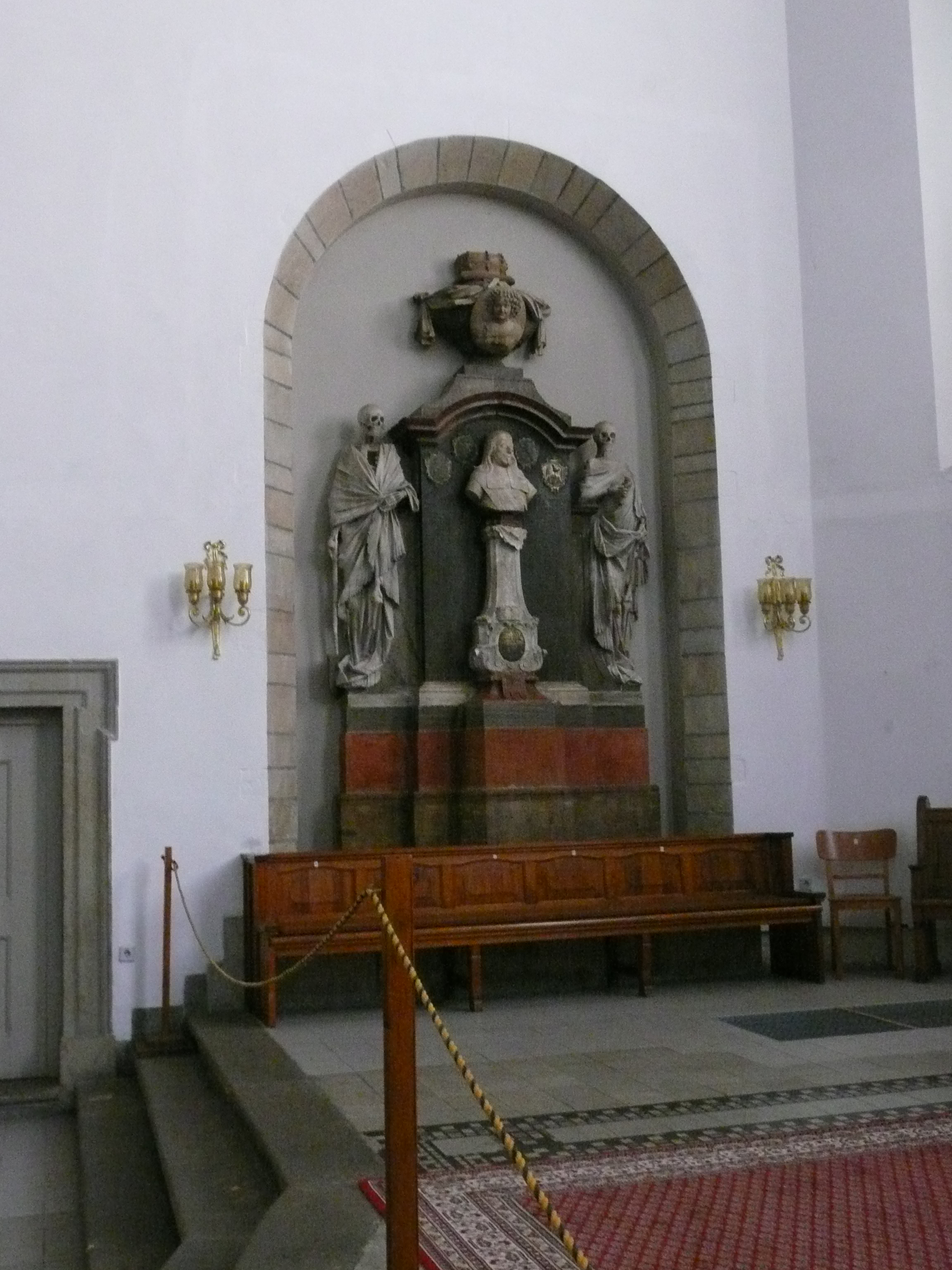
Epitaph in der Margarethenkirche

Ernst I., der Fromme (* 25. Dezember 1601 in Altenburg; † 26. März 1675 in Gotha) entstammte dem Weimarer Zweig der ernestinischen Wettiner und war seit 1640 Herzog von Sachsen-Gotha. Durch das Anheimfallen eines beträchtlichen Teils des Herzogtums Sachsen-Altenburg begründete er 1672 das Haus Sachsen-Gotha-Altenburg.

## Leben
Herzog Ernst I. war der neunte Sohn von Herzog Johann von Sachsen-Weimar und dessen Ehefrau Dorothea Maria von Anhalt. Seine Brüder waren Johann Ernst d. J. von Sachsen-Weimar, Friedrich von Sachsen-Weimar, Wilhelm IV. von Sachsen-Weimar, Albrecht von Sachsen-Eisenach, Johann Friedrich von Sachsen-Weimar und Bernhard von Sachsen-Weimar.
Gleich seinen Brüdern erhielt auch Herzog Ernst I. seine Erziehung durch den Hofmarschall Kaspar von Teutleben und Hofrat Friedrich Hortleder.
Durch Fürst Ludwig I. von Anhalt-Köthen wurde Herzog Ernst I. 1619 in die Fruchtbringende Gesellschaft aufgenommen. Er verlieh diesem den Gesellschaftsnamen der Bittersüße und die Devise auf beide recht. Als Emblem wurde ihm eine Jüdenkirsche mit ihrem Häuslein aufgethan (Physalis alkekengi) zugedacht. Im Köthener Gesellschaftsbuch der Fruchtbringenden Gesellschaft findet sich der Eintrag Herzog Ernsts unter der Nr. 19.
Wie fast alle seiner Brüder diente Herzog Ernst während des Dreißigjährigen Krieges als Oberst in der schwedischen Armee. Für Bernhard von Weimar übernahm er die Verwaltung des aus den Fürstbistümern Würzburg und Bamberg geschaffenen Herzogtums Franken und sammelte so erste Regierungserfahrungen, doch ging dieser Besitz bereits wenig später nach der Niederlage in der Schlacht bei Nördlingen wieder verloren.
Am 24. Oktober 1636 heiratete er Prinzessin Elisabeth Sophia von Sachsen-Altenburg.
1640 einigten sich die Brüder Wilhelm IV., Albrecht und Ernst auf die Teilung des Herzogtums Sachsen-Weimar. Aus dieser Erbteilung entstanden neben dem verkleinerten Sachsen-Weimar nun die neuen Herzogtümer Sachsen-Eisenach und Sachsen-Gotha. Letzteres fiel an Herzog Ernst I., der es bis zu seinem Tod regierte und zum Stammvater der ernestinischen Linie Sachsen-Gotha wurde. Da es bei seinem Regierungsantritt in Gotha keine standesgemäße Residenz gab (die dortige Burg Grimmenstein war 1567 vollständig zerstört worden), begann Ernst 1643 mit dem Neubau des Schlosses Friedenstein (1654 vollendet). Es handelt sich dabei um einen der größten Schlossneubauten Deutschlands zur Zeit des Dreißigjährigen Krieges.
In seiner Residenz Gotha errichtete er 1650 eine neue Münzstätte für sein Herzogtum Sachsen-Gotha. Der Standort der Münze befand sich in Räumen des Westflügels des Residenzschlosses Friedenstein.
1672 gelang es ihm, die Nachfolge Friedrich Wilhelms III. von Sachsen-Altenburg anzutreten und drei Viertel von dessen Besitz zu erben. Durch diese Erbschaft, wie auch beispielsweise durch den Zufall der Hälfte des Herzogtums Sachsen-Eisenach 1645 und andere Erwerbungen konnte Ernst I. sein Territorium erheblich vergrößern.
Ernst erscheint als ein Herrscher des Übergangs. Sein politisches Denken wurzelte in den traditionellen Vorstellungen vom Fürsten als landesväterlicher Obrigkeit, weshalb sich seine Herrschaftspraxis durch einen starken patriarchalischen Zug auszeichnete. Er hielt Abstand zu politiktheoretischen Lehren vom Primat des Machtkalküls; Religion und Kirche blieben wichtige Stützen für seine Politik, die auch noch endzeitlichen Heilserwartungen verpflichtet war. Zugleich aber brach sich im Fürstenstaat Ernsts des Frommen ein striktes Verwaltungsdenken Bahn, das auf nahezu alle Bereiche des gesellschaftlichen Lebens ausgriff. Eine rastlose Reformtätigkeit bestimmte die Gothaer Territorialpolitik, die dabei auf vielen Feldern Neuland betrat.
Als früher Verfechter eines absolutistischen Staatsdenkens kann Ernst der Fromme dennoch kaum gelten. Dagegen sprechen sowohl der konsensbetonte Umgang mit den Landständen als auch die auf eine Teilung des mühsam arrondierten Fürstenstaats zulaufende Erbfolgeregelung Ernsts, der eine Primogeniturregelung bei seiner Nachfolge ablehnte. Protestantische Fürsten sahen in der Primogenitur einen Widerspruch zur in der Bibel festgelegten Gleichbehandlung aller Söhne. Daher verfügte Ernst eine Einkommensaufteilung unter seinen sieben Söhnen, wobei das Herzogtum reichsrechtlich ungeteilt bleiben und alle sieben als regierende Herzöge betrachtet werden sollten, wobei aber der Älteste das Direktorium führen und die Landesverwaltung (die in der Zentrale verblieb) beaufsichtigen sollte. Die diversen Ämterbezirke und ihr Einkommen sollten aber – bei bleibender Gesamthandsgemeinschaft – in Teilfürstentümer („Mutschierungen“) aufgeteilt werden. Eine solche Aufteilung ohne Landesteilung war in Thüringen seit langem üblich und wurde auch in anderen Regionen (etwa bei den Braunschweig-Lüneburger Herzögen) praktiziert. Freilich fühlten sich insbesondere die beiden jüngsten Söhne später benachteiligt und erhoben Protest beim Reichshofrat, der sich lange hinzog. Die Generationen der Söhne und Enkel gingen dann Ende des 17. Jahrhunderts aber schließlich doch zur Primogenitur über, als weitere Teilungen nicht mehr möglich erschienen, wenn man überlebensfähige Gebiete erhalten wollte.
Herzog Ernst I. und sein Fürstentum waren das Vorbild für den Teutschen Fürstenstaat von Veit Ludwig von Seckendorff.
Er versuchte, durch umfassende Reglementierungen einen positiven Einfluss auf Sittlichkeit, Bildung und Wohlstand der Bürger zu nehmen. Unter Ernst I. initiierte Sigismund Evenius das Weimarer Bibelwerk. Er lud den äthiopischen Theologen Abba Gregorius an seinen Hof ein und förderte die Anfänge der Äthiopistik, die in Gotha von Hiob Ludolf begründet wurde.
Ernst der Fromme war ein bedeutender Herrscher seiner Zeit, der durch umfassende Reformen die Schäden des Krieges zu beheben suchte. Neben der Elitenförderung mit Gründung des Gothaer Gymnasiums (1524) erfolgte die Förderung auch der allgemeinen Grundbildung durch den „Schulmethodus“ (1641), der als erste eigenständige und unabhängig von der Kirche verfasste Schulordnung das Elementarschulwesen institutionalisierte. Es folgten die Einführung der Schulpflicht für Fünf- bis Zwölfjährige (1642), die Einrichtung eines Waisenhauses, die Reorganisation des Justizwesens, die staatliche Aufsicht des Gesundheitswesens, all diese zum Teil zukunftweisenden Maßnahmen gehen auf Herzog Ernst I. zurück.
Am Gymnasium lernten Schüler aus Ungarn, Schlesien, Polen, Russland und Skandinavien, die alle willkommen waren, meist Söhne verfolgter Lutheraner, denen der Herzog in Gotha Asyl bot. Der Herzog ließ in einer eigenen Schuldruckerei neue, epochemachende Lehrbücher drucken und förderte ihre Übersetzung in die italienische und französische Sprache. Für die lutherische Gemeinde in Moskau finanzierte er eine Freischule, die auch den Söhnen der nichtchristlichen Völker des Russischen Reiches offenstand. Eine Gesandtschaft des Zaren wurde prächtig empfangen und mit guten Ratschlägen überhäuft. Ernst bot die Hilfe deutscher Mathematiker für die Vermessung Russlands an, aber auch Wissenschaftler und Fachleute der verschiedensten Disziplinen als „Entwicklungshelfer“.
Die erfolgreiche Reformtätigkeit fand weitreichende Anerkennung. So ließ sich der englische Lordprotektor Oliver Cromwell 1656 über die Tätigkeit des Herzogs, den er in eine Reihe mit den großen Regenten seiner Zeit stellte, unterrichten.

## Sonstiges

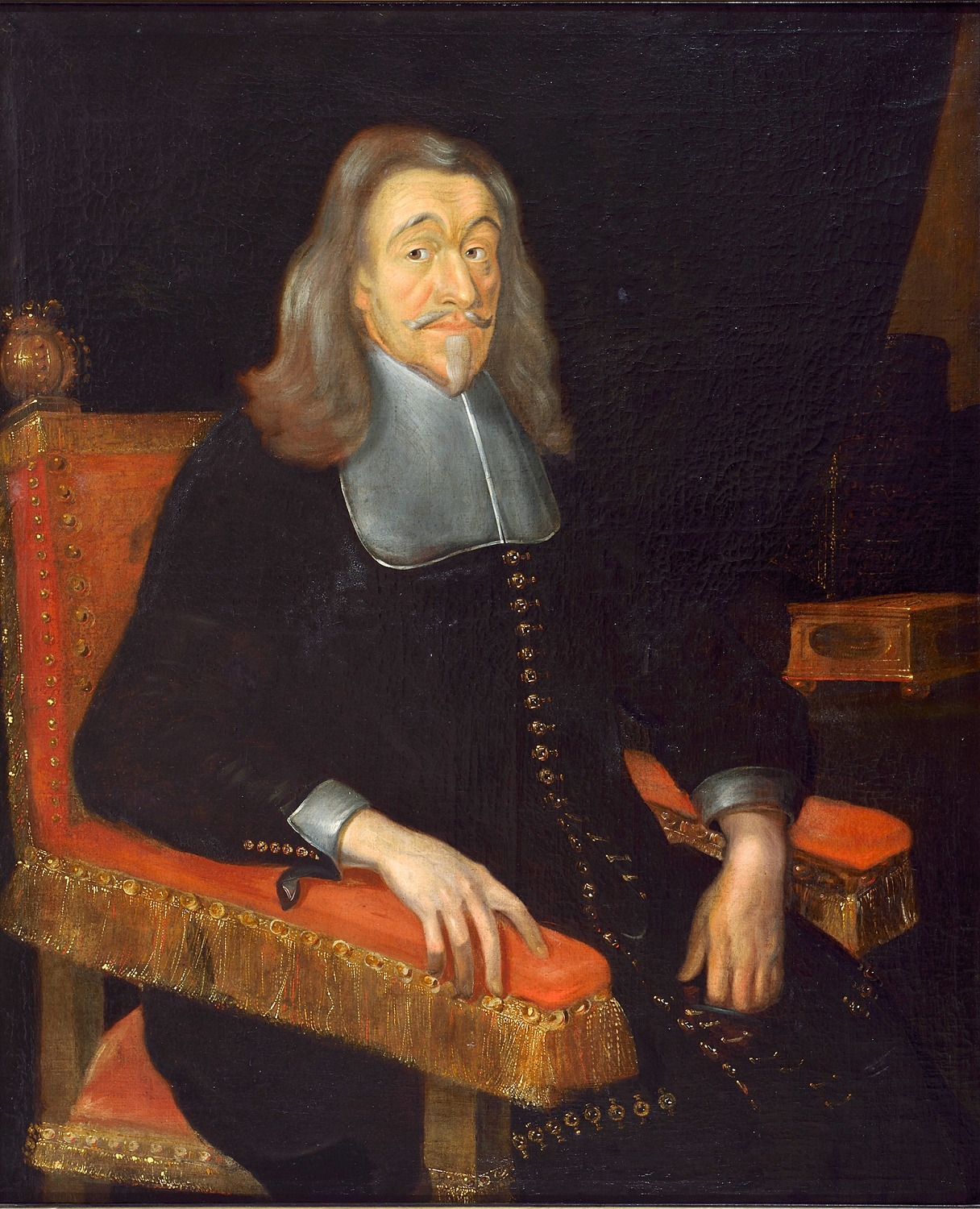
Ernst I., der Fromme

Herzog Ernst war von 1662 bis zu seinem Tod der Senior der Ernestiner.
Er wurde 1675 als erstes Mitglied des Hauses Sachsen-Gotha-Altenburg im Gewölbe unter dem Altarraum der Stadtkirche St. Margarethen auf dem Neumarkt beigesetzt. 1728 wurde bei der barocken Umgestaltung des Gotteshauses vom Gothaer Ratsbaumeister Biedermann das heute an der Nordwand zu sehende Epitaph für ihn und seine Gemahlin angefertigt.
Am 4. September 1904 wurde auf dem Platz vor der Nordseite des Schlosses Friedenstein das überlebensgroße Bronzedenkmal für Ernst den Frommen eingeweiht. Die vom Berliner Bildhauer Caspar Finkenberger geschaffene Plastik zeigt den Fürsten in eiserner Rüstung und aufrechter Haltung mit einer Bibel in den Händen. Von seinem weiten Mantel teilweise verdeckt wird ein Helm zu seinen Füßen, der – ebenso wie die Rüstung – auf die Rolle Ernsts als Oberst im Dreißigjährigen Krieg verweist.
Nach dem Fürsten wurde das Herzog-Ernst-Seminar (heute Kooperative Gesamtschule  „Herzog Ernst“) in der Residenzstadt benannt.
1939 setzte Reinhold Schneider Ernst I. in seiner Erzählung Der fromme Herzog ein literarisches Denkmal, in der er angesichts des drohenden Krieges den Herzog als Beispiel für eine ruhige und friedliebende Staatsführung lobte.

## Nachkommen
Nach dem Tod des Herzogs wurde Sachsen-Gotha zuerst von seinen sieben Söhnen gemeinsam regiert, ehe das Fürstentum durch den Erbteilungsvertrag vom 24. Februar 1680 aufgeteilt wurde:
1. Friedrich I. (1646–1691) erhielt das verkleinerte Sachsen-Gotha-Altenburg und setzte das Haus Sachsen-Gotha-Altenburg fort (erloschen 1825)
2. Albrecht (1648–1699) erhielt Sachsen-Coburg
3. Bernhard I. (1649–1706) erhielt Sachsen-Meiningen und begründete das Haus Sachsen-Meiningen
4. Heinrich (1650–1710) erhielt Sachsen-Römhild
5. Christian (1653–1707) erhielt Sachsen-Eisenberg
6. Ernst (1655–1715) erhielt Sachsen-Hildburghausen und begründete das Haus Sachsen-Hildburghausen, nachmals Sachsen-Altenburg (erloschen 1991)
7. Johann Ernst (1658–1729) erhielt Sachsen-Saalfeld und begründete das Haus Sachsen-Coburg-Saalfeld, nachmals Sachsen-Coburg und Gotha

Von insgesamt 18 Kindern überlebten ihn die oben angeführten sieben Söhne und zwei Töchter:
1. Elisabeth Dorothea (1640–1709), verheiratet mit Landgraf Ludwig VI. von Hessen-Darmstadt
2. Dorothea Maria (1654–1682)

## Gedenktag
- 25. März im Evangelischen Namenkalender[3]